# Fiji Link
Fiji Link, conocida como Pacific Sun, es una aerolínea con base en Nadi, Fiyi. Efectúa vuelos a diez destinos de las islas Fiyi, así como vuelos a islas del Pacífico. Es una filial de la compañía internacional de Fiyi, Fiji Airways. 

## Historia
Don Collingwood, piloto y hombre de negocios, fundó lo que se convirtió en Pacific Sun en 1980, bajo el nombre de Sunflower Airlines, que más tarde cambió a Sun Air. Comenzó con un solo avión Britten-Norman Islander, que volaba la ruta Nadi-Taveuni. Además de los  Islander, que siguieron siendo la columna vertebral de la flota, la aerolínea operaba una amplia gama de aviones de pistón y turbohélice, incluidos el Beechcraft Baron, Beechcraft Queen Air, De Havilland Dh.114 Heron, Short 330 y De Havilland Canada DHC-6. En enero de 2007, antes de la entrega oficial a Air Pacific, su flota había crecido a 12 aviones y la compañía empleaba a casi 140 personas.
El 31 de enero de 2007, Sun Air fue vendida y entregada a la actual empresa matriz Fiji Airways, anteriormente Air Pacific, que tuvo que luchar contra un desafío legal contra la entrega por parte de la ahora extinta aerolínea nacional rival en ese momento, Air Fiji. Air Pacific estableció entonces la aerolínea nacional como Fiji Airlines Limited, que operaba como Pacific Sun. La aerolínea comenzó a operar con ocho aviones, incluyendo la introducción de dos aviones ATR 42-500 comprados a Air Mauritius, junto con tres Islander y tres DHC-6 existentes. Sin embargo, la flota se redujo a solo cuatro entre diciembre de 2010 y junio de 2011, debido a la reducción de costos económicos, lo que resultó en la retirada de la flota de Islander, así como un DHC-6. Dos DHC-6 arrendados adicionales se agregaron a la flota durante junio de 2011 para aumentar la flota de Pacific Sun a seis aviones.
El 26 de noviembre de 2013, la matriz Fiji Airways anunció que Pacific Sun cambiaría su nombre a "Fiji Link". Las operaciones como Fiji Link comenzaron en junio de 2014.

## Destinos
En agosto de 2022 efectuaba vuelos regulares a los siguientes destinos:
| Países | Destinos     | Aeropuertos                          | Notas          |
| ------ | ------------ | ------------------------------------ | -------------- |
| Fiyi   | Cicia        | Aeropuerto de Cicia                  |                |
| Fiyi   | Kadavu       | Aeropuerto de Kadavu                 |                |
| Fiyi   | Koro         | Aeropuerto de Koro                   |                |
| Fiyi   | Labasa       | Aeropuerto de Labasa                 |                |
| Fiyi   | Lakeba       | Aeropuerto de Lakeba                 |                |
| Fiyi   | Nadi         | Aeropuerto Internacional de Nadi     | Hub principal  |
| Fiyi   | Rotuma       | Aeropuerto de Rotuma                 |                |
| Fiyi   | Savusavu     | Aeropuerto de Savusavu               |                |
| Fiyi   | Suva         | Aeropuerto Internacional de Nausori  | Hub secundario |
| Fiyi   | Taveuni      | Aeropuerto de Taveuni                |                |
| Fiyi   | Vanua Balavu | Aeropuerto de Vanua Balavu           |                |
| Tonga  | Neiafu       | Aeropuerto Internacional de Vava'u   |                |
| Tuvalu | Funafuti     | Aeropuerto Internacional de Funafuti |                |

## Flota

### Flota actual
La flota de Fiji Link está compuesta por las siguientes aeronaves:
| Aeronaves               | En servicio | Pedidos | Pasajeros (clase única)                           | Matrículas                                        | Antigüedad                                        |
| ----------------------- | ----------- | ------- | ------------------------------------------------- | ------------------------------------------------- | ------------------------------------------------- |
| ATR 42                  | 1           | —       | 46                                                | DQ-FJY                                            | 10,1 años                                         |
| ATR 72                  | 4           | 1       | 68                                                | DQ-FJZ                                            | 10,4 años                                         |
| ATR 72                  | 4           | 1       | 68                                                | DQ-FJX                                            | 9,8 años                                          |
| ATR 72                  | 4           | 1       | 68                                                | DQ-FLB                                            | 0,1 años                                          |
| ATR 72                  | 4           | 1       | 68                                                | DQ-FLC                                            | 0,1 años                                          |
| Viking DHC-6 Twin Otter | 4           | —       | 19                                                | DQ-FJS                                            | 7,6 años                                          |
| Viking DHC-6 Twin Otter | 4           | —       | 19                                                | DQ-FJR                                            | 7,5 años                                          |
| Viking DHC-6 Twin Otter | 4           | —       | 19                                                | DQ-FJQ                                            | 7,4 años                                          |
| Viking DHC-6 Twin Otter | 4           | —       | 19                                                | DQ-FLA                                            | 6,5 años                                          |
| Total                   | 9           | 1       | Edad media de la flota (enero de 2025): 7,6 años. | Edad media de la flota (enero de 2025): 7,6 años. | Edad media de la flota (enero de 2025): 7,6 años. |

### Flota histórica
| Aeronaves                     | Total | Introducido | Retirado | Matrículas                      |
| ----------------------------- | ----- | ----------- | -------- | ------------------------------- |
| Britten-Norman Islander       | 2     | 1990        | 2012     | DQ-PSC y DQ-FIN                 |
| De Havilland DHC-6 Twin Otter | 4     | 1990        | 2018     | DQ-FEZ, DQ-FEY, DQ-PSE y DQ-PSD |